# فريدريك دبليو. رووي
فريدريك دبليو. رووي (بالإنجليزية: Frederick W. Rowe)‏ هو محامي وسياسي أمريكي، ولد في 19 مارس 1863 في الولايات المتحدة، وتوفي في 20 يونيو 1946. حزبياً، نشط في الحزب الجمهوري. انتخب عضو مجلس النواب الأمريكي.